# I'll Stand by You
«I'll Stand by You» — пісня гурту The Pretenders.

## Версія Керрі Андервуд
«I'll Stand by You» — пісня, яку записала американська кантрі-співачка Керрі Андервуд у 2007 для шоу Idol Gives Back, яке вийшло на телеканали 25 квітня 2007. Андервуд виконала пісню вживу на сцені Idol Gives Back. 
Всі гроші із продажів пісні стали пожертвуванням бідним дітям Африки. За перші декілька днів було здійснено 124,496 цифрових завантажень. Пісня дебютувала на 6 місце чарту Billboard Hot 100, що стало найвищим дебютним місцем для Андервуд після синглу «Inside Your Heaven» у 2005. За весь час продажів було продано понад 300 тисяч копій; як і було анонсовано перед релізом, всі кошти із продажів пішли у філантропічні організації, які займаються розподілом фінансів на території Африки. 23 травня 2007 Андервуд виконала пісню «I'll Stand by You» у фіналі 6 сезону реаліті-шоу American Idol.

### Список композицій
| #  | Назва               | Тривалість |
| -- | ------------------- | ---------- |
| 1. | «I'll Stand by You» | 3:26       |

### Музичне відео
Музичне відео було зняте в Африці під час волонтерської допомоги Андервуд маленьким дітям. 26 квітня 2007 відеокліп став доступним для вільного завантаження в магазинах iTunes.

### Чарти
| Чарт (2007)                                     | Місце |
| ----------------------------------------------- | ----- |
| U.S. Billboard Hot 100                          | 6     |
| U.S. Billboard Pop 100                          | 6     |
| U.S. Billboard Hot Christian Adult Contemporary | 29    |
| U.S. Billboard Hot Adult Contemporary Tracks    | 54    |
| U.S. Billboard Hot Country Songs                | 41    |
| Canadian Country Singles                        | 40    |
| Canadian Hot 100                                | 10    |